# Mycterodus ikarus
Mycterodus ikarus är en insektsart som beskrevs av Vladimir M. Gnezdilov och Wilson 2004. Mycterodus ikarus ingår i släktet Mycterodus och familjen sköldstritar.
Artens utbredningsområde är Grekland. Inga underarter finns listade i Catalogue of Life.